# Maximilian Arnold
Maximilian Arnold (født 27. maj 1994) er en tysk professionel fodboldspiller, som spiller for Bundesliga-klubben VfL Wolfsburg og Tysklands landshold.

## Klubkarriere

### Wolfsburg
Efter at have spillet ungdomsfodbold hos lokalklubben SC Riesa, og hos Dynamo Dresden, skiftede Arnold til Wolfsburg i 2009. Han fik sin førsteholdsdebut i en Bundesliga-kamp imod FC Augsburg den 26. november 2011, og blev her den yngste spiller nogensinde for klubben. Han fortsatte dog hovedsageligt på ungdomsholdet, og måtte vente til den 13. april 2013, før han scorede sit første mål på førsteholdet.
Hans store gennembrud på førsteholdet kom i løbet af 2013-14 sæsonen, hvor han begyndte at spille som fast mand på midtbanen. Han fortsatte det gode spil ind i 2014-15 sæsonen, hvor at han var med til at vinde DFB-Pokalen, da Wolfsburg slog Borussia Dortmund i finalen.
Arnold blev i juli 2022 valgt som holdets nye anfører.

## Landsholdskarriere

### Ungdomslandshold
Arnold har repræsenteret Tyskland på flere ungdomsniveauer. Han var del af Tysklands U/21-trup som vandt U/21 Europamesterskabet i 2017, og han blev her inkluderet på turneringens hold.

### Olympiske landshold
Arnold var del af Tysklands trup til sommer-OL 2020, hvor han var anfører for holdet.

### Seniorlandshold
Arnold debuterede for Tysklands landshold den 13. maj 2014.

## Titler
VfL Wolfsburg
- DFB-Pokal: 1 (2014-15)
- DFL-Supercup: 1 (2015)

Tyskland U/21
- U/21 Europamesterskabet: 1 (2017)

Individuelle
- U/21 Europamesterskabet Turneringens hold: 1 (2017)